# Thalloptera emarginata
Thalloptera emarginata är en tvåvingeart som beskrevs av Schmitz 1935. Thalloptera emarginata ingår i släktet Thalloptera och familjen puckelflugor. Inga underarter finns listade i Catalogue of Life.